# Deutsche Basketballmeisterschaft der Frauen 1967
Das Endspiel um die 21. Deutsche Basketballmeisterschaft der Frauen 1967 fand am 11. Juni 1967 in Oberhausen statt, die Teilnehmer wurden nach dem Regelwerk aus dem Jahr 1959 im K.-o.-System ermittelt. Dabei setzte sich der ATV Düsseldorf durch und besiegte die KuSG Leimen mit 59:36. Der ATV Düsseldorf qualifizierte sich als deutscher Meister für den Europapokal der Landesmeister 1967/68.